# Liste der Naturschutzgebiete im Landkreis Zwickau
Im Sächsischen Landkreis Zwickau gibt es fünf Naturschutzgebiete.
| Name des Gebietes               | Bild           | Kennung | WDPA   | Landkreis / Stadt | Beschreibung / Bemerkungen | Standort | Fläche in Hektar | Datum der Verordnung |
| ------------------------------- | -------------- | ------- | ------ | ----------------- | -------------------------- | -------- | ---------------- | -------------------- |
| Am Rümpfwald                    | weitere Bilder | C 87    | 318109 | Landkreis Zwickau |                            | Position | 88               | 1998                 |
| Callenberg Nord II              | weitere Bilder | C 59    | 162671 | Landkreis Zwickau |                            | Position | 22,5             | 1990                 |
| Hartensteiner Wald              | weitere Bilder | C 04    | 163533 | Landkreis Zwickau |                            | Position | 89               | 1993                 |
| Heide und Moorwald am Filzteich | weitere Bilder | C 72    | 163939 | Landkreis Zwickau |                            | Position | 314              | 1941                 |
| Schafteich                      | weitere Bilder | C 84    | 165355 | Landkreis Zwickau |                            | Position | 30,8             | 1988                 |